# Matti Lehikoinen
Matti Lehikoinen, né le 19 avril 1984 à Espoo, est un coureur cycliste finlandais spécialiste du VTT de descente. Il obtient son meilleur résultat en 2007 où il termine 2e du classement général de la Coupe du monde de descente.

## Palmarès

### Championnat du monde de descente
- 2002: 7e junior
- 2003: 34e
- 2004: 14e
- 2005: 20e
- 2006: 8e
- 2007: 6e
- 2011: 82e
- 2012: 62e

### Coupe du monde de descente
- 2006 : 6e du classement général, vainqueur de 1 manche
- 2007 : 2e du classement général, vainqueur de 1 manche

### Championnat d'Europe de descente
- 2001:  Champion d'Europe junior